# اما براونلی
اما براونلی (انگلیسی: Emma Brownlie؛ زادهٔ ۴ سپتامبر ۱۹۹۳) بازیکن فوتبال اهل بریتانیا است.
وی همچنین در تیم ملی فوتبال Scotland U19 بازی کرده‌است.